# Омура Масудзіро
О́мура Масудзіро́ (яп. 大村益次郎, おおむらますじろう; 30 травня 1830 — 7 грудня 1869) — японський політичний і військовий діяч кінця періоду Едо — початку періоду Мейдзі. Дослідник військової справи, засновник збройних сил Японії нового часу. Перший віце-міністр війни (1869). Вшановується як синтоїстьке божество в токійському Святилищі Ясукуні.

## Біографія
Омура Масудзіро народився 30 травня 1830 в селі Судзендзі повіту Йосікі провінції Суо, в Тьосю-хані. Він був старшим сином сільського лікаря Мурати Такамасу.
Масудзіро навчався «західним наукам» під керівництвом Оґати Коана. Після завершення навчання хлопця запросили як спеціаліста з західної військової справи до Увадзіма-хану. З 1857 року він працював у сьоґунаті Токуґава лектором Центру іноземних досліджень, а 1863 року поступив на службу Тьосю-хану викладачем західної військової справи. Омура був енергійним, діловим, захоплювався подвигами армій Наполеона та здобутками флоту Британської імперії. Він сприяв таємному відрядженню групи студентів, серед яких був Іто Хіробумі, до Великої Британії.
1865 року, напередодні другого карального походу сьоґунату на Тьосю, Масудзіро провів військову реформу рідного хану. Він сформував міліцейські загони з простолюдинів і озброїв їх новітніми рушницями та артилерією, для закупівлі якої особисто відвідав Шанхай. 1866 року, з початком воєнних дій сьоґунату проти Тьосю-хану, Масудзіро очолив оборону в напрямку провінції Івамі. На фронті він зарекомендував себе успішним тактиком, якому вдалося спинити і розбити урядові війська, що чисельно переважали його власні загони.
Після реставрації Мейдзі 1868 року Масудзіро став одним із військових провідників нового Імператорського уряду. В часи громадянської війни йому вдалося знищити самурайські підрозділи «справедливих», які виступали за повалення уряду та відновлення сьоґунату. 1869 року Масудзіро отримав посаду віце-міністра Міністерства війни і приступив до реформування збройних сил Японії. Він підтримував ідею ліквідації самурайських ополчень автономних ханів і виступав ініціатором формування нової всеяпонської Імператорської гвардії. За задумом Масудзіро, вона мусила складися з представників усіх станів і підпорядковуватися виключно Імператору. Зразком нової японської армії повинна була стати французька армія.
В серпні 1869 року Масудзіро виїхав до Кіото для реалізації своїх проектів. Однак його діяльність викликала протести традиціоналістів з Тьосю-хану, які виступали проти надмірної вестернізації збройних сил. В жовтні того ж року вони напали на Масудзіро на постоялому дворі в Кіото і завдали віце-міністру важких поранень. 7 грудня 1869 року він помер через надмірну втрату крові. 
Поховали Масудзро на батьківщині, в місті Ямаґуті. Плани покійного щодо реформування армії реалізував його однодумець і земляк Ямаґата Арітомо, який 1873 року видав указ про загальну військову повинність в Японії. На згадку про засновника нових збройних сил Японії уряд спорудив бронзовий пам'ятник на території Святилища Ясукуні в Токіо.